# ۷۳۱ (قمری)
۷۳۱ (قمری)، هفتصد و سی و یکمین سال در گاهشماری هجری قمری است. اول محرم این سال برابر با بیست و سوم اکتبر سال ۱۳۳۰ میلادی است.

## وابسته
- مسجد جامع مرند
- تاریخ گزیده